# Sassoeiros
Sassoeiros (alternativamente Sassoeiros da Barra) é uma localidade da União das Freguesias de Carcavelos e Parede, em Cascais. Até 1953 pertenceu à freguesia de São Domingos de Rana.